# (200) Dynamene
(200) Dynamene – planetoida z grupy pasa głównego asteroid.

## Odkrycie
Została odkryta 27 lipca 1879 roku w Clinton w stanie Nowy Jork przez Christiana Petersa. Nazwa planetoidy pochodzi od Dynamene, jednej z Nereid w mitologii greckiej.

## Orbita
(200) Dynamene okrąża Słońce w czasie 4 lat i 194 dni, w średniej odległości 2,74 j.a.
Jest jedną z większych planetoid pasa głównego, jej średnica wynosi ok. 128 km. Powierzchnia tej planetoidy odbija bardzo mało światła słonecznego (ok. 5%), zatem jest ona obiektem ciemnym. Na jej powierzchni znajdują się minerały zawierające dużo węgla.